# Mounir Bouziane
Mounir Bouziane (* 5. Februar 1991 in Saint-Louis, Haut-Rhin) ist ein französisch-algerischer Fußballspieler.

## Karriere
Der aus dem Elsass stammende Bouziane, dessen Eltern aus Algerien kommen, trat mit vier Jahren dem FC Saint-Louis Neuweg in seinem Geburtsort bei. Mit zwölf Jahren ging er auf ein Internat in Straßburg und schloss sich Racing Straßburg an. Am 17. Mai 2009 kam er zu einem Einsatz in der viertklassigen Reservemannschaft des damaligen Zweitligisten. In der Sommerpause 2009 wechselte er in die Fußballschule des SC Freiburg, dessen Profimannschaft zuvor in die Bundesliga aufgestiegen war. Im Mai 2010 gab Bouziane am 30. Spieltag sein Debüt in der zweiten Mannschaft der Freiburger in der viertklassigen Regionalliga Süd. Zum Saisonende wies Bouziane 19 Spiele und fünf Tore für die U-19-Mannschaft der Freiburger, die in der A-Jugend-Bundesliga spielte, auf, während er für die Regionalligamannschaft viermal zum Einsatz gekommen war (ein Tor). Zur neuen Saison wurde er nach dem Erreichen der Altersgrenze fest in der Reserveelf aufgenommen. Im Sommer 2013 wechselte Bouziane innerhalb der Regionalliga Südwest zur zweiten Mannschaft von Mainz 05. Mit den Mainzern belegte er am Ende der Saison 2013/14 den dritten Platz hinter seinem ehemaligen Verein SC Freiburg. Da die Freiburger jedoch keine Lizenzunterlagen für die 3. Liga eingereicht hatten, rückte Bouziane mit Mainz 05 in die Aufstiegsrunde nach und stieg schließlich in die 3. Liga auf. Bouziane gab im Auftaktspiel gegen Arminia Bielefeld am 26. Juli 2014 sein Profidebüt und erzielte den Treffer zur 1:0-Führung; am Ende stand eine 1:2-Niederlage. In 31 weiteren Spielen erzielte er vier Tore. Er wechselte im Sommer 2015 innerhalb der 3. Liga zum FC Energie Cottbus und erzielte in 27 Ligaspielen ein Tor. Zur Saison 2016/17 kehrte Bouziane zur zweiten Mannschaft des 1. FSV Mainz 05 zurück. Nachdem er in der Hinrunde in der 3. Liga 18 Spiele (ein Tor) absolviert hatte, kam er am 17. Spieltag (22. Januar 2017) der Saison 2016/17 zu seinem einzigen Einsatz in der Ersten Mannschaft der Mainzer: Er wurde in der 77. Minute im Bundesligaspiel gegen den 1. FC Köln (Endstand 0:0) eingewechselt. Ein Jahr später, zur Saison 2017/18, wechselte er zum Drittligisten FC Hansa Rostock. Unter Trainer Pavel Dotchev bekam Bouziane in seiner ersten Saison 14 Einsätze im Ligabetrieb, einen in der 1. Hauptrunde des DFB-Pokal 2017/18 gegen den Bundesligisten Hertha BSC (0:2) und zwei im  Mecklenburg-Vorpommern-Pokal. Diesen gewann er mit Hansa Rostock im Endspiel gegen den FC Mecklenburg Schwerin (2:1). Letztlich konnte Bouziane Trainer Dotchev mit seinen Leistungen nicht überzeugen, sodass dieser ihn ab Saisonbeginn 2018/19 in der zweiten Mannschaft in der Oberliga einsetzte.  Am 31. August 2018 wechselte Bouziane zum SV Waldhof Mannheim, mit dem er zur Saison 2019/20 in die 3. Liga aufstieg. Nachdem sein Kontrakt in Mannheim nach Ende der Spielzeit 2020 ausgelaufen war, verpflichtete Türkgücü München am 19. Oktober 2020 den vertragslosen Bouziane für seine Mannschaft in der 3. Liga. Im Sommer 2021 verließ er den Verein wieder. Nach fast einem halben Jahr Vereinslosigkeit wurde Bouziane im Januar 2022 vom Regionalligisten FC 08 Homburg verpflichtet. Dort war er bis zum Saisonende aktiv und absolvierte 14 Pflichtspiele (4 Tore) für die Saarländer. Anschließend war er ein halbes Jahr vereinslos, ehe ihn der Ligarivale Eintracht Trier unter Vertrag nahm. Nach dessen Abstieg war Bouziane erneut ein halbes Jahr vereinslos und schloss sich im Januar 2024 dem rheinhessischen Landesligisten VfB Bodenheim an.

## Erfolge
Hansa Rostock
- Landespokalsieger Mecklenburg-Vorpommern: 2018

SV Waldhof Mannheim
- Meister der Regionalliga Südwest und Aufstieg in die 3. Liga: 2019
- Landespokalsieger Baden: 2020

## Sonstiges
Bouziane ist seit 2022 mit der Fußballspielerin Chiara Loos (* 1997) verheiratet, die zur Saison 2024/25 beim Regionalligisten 1. FSV Mainz 05 unter Vertrag steht.